# Ферма (картина Миро)
«Ферма» (кат. La Masia) — картина Жоана Миро, написанная им между летом 1921 года, проведённым в Монт-роч-дель-Камп, и зимой 1922 года, проведённой в Париже. Это своего рода инвентаризация загородного дома, принадлежавшего его семье в Монт-роч-дель-Камп. Миро считал эту работу ключевой в своей карьере, охарактеризовав её как резюме всей своей жизни в сельской местности. Картина выставлена в Национальной галерее искусства в Вашингтоне, куда она была передана в 1987 году Мэри Хэммингуэй из личной коллекции Эрнеста Хэмингуэя.

## История

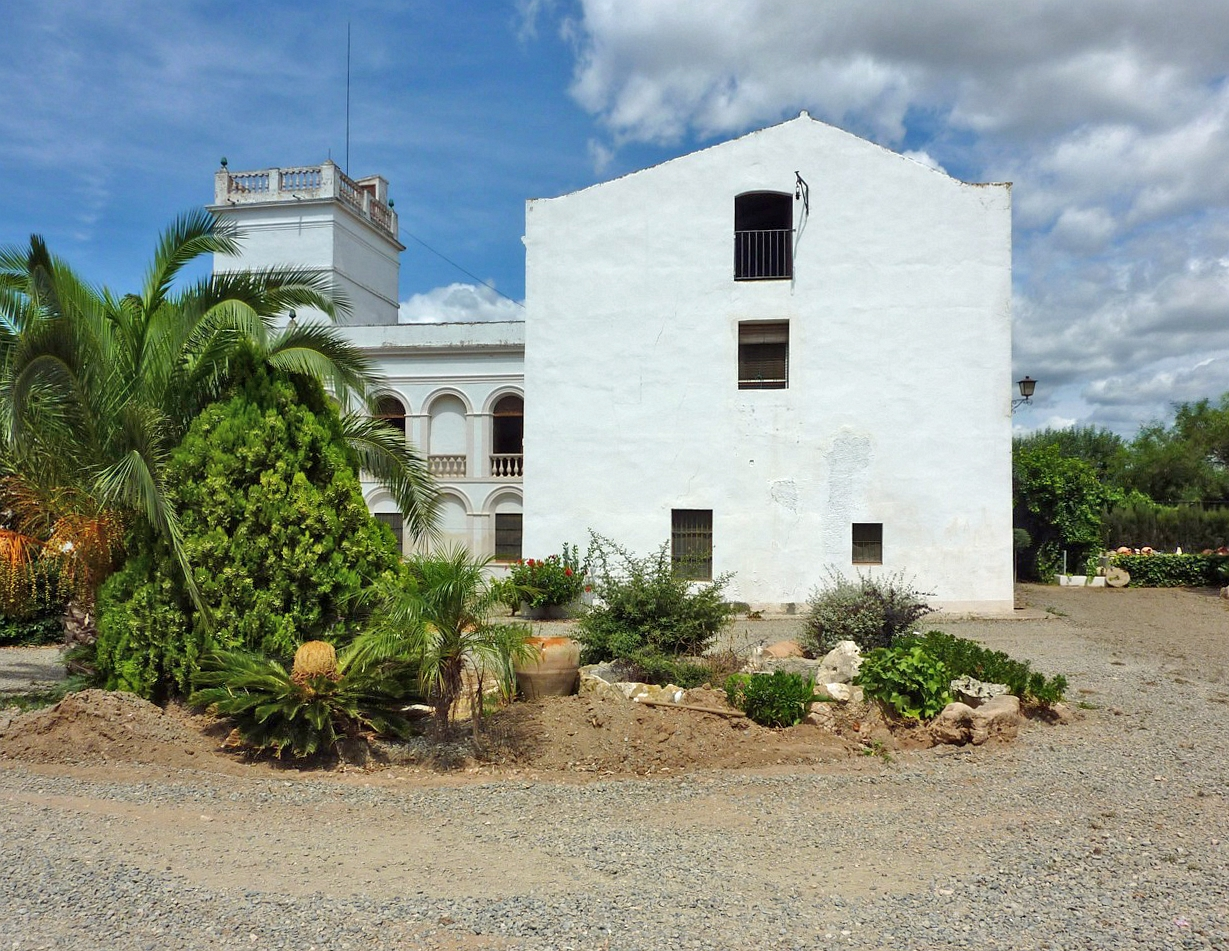
Дом Жоана Миро

Хотя художник родился в Барселоне, он всегда был связан с сельским миром, особенно с городом Монт-Роч-дель-Камп. На его ранних работах уже видно влияние пейзажей.
Картина была продана Хэмингуэю за пять тысяч французских франков. Хемингуэй писал в 1934 году в журнале Cahiers d’Art: «Я не поменяю „Ферму“ ни на одну другую картину мира».
Позже Миро использовал виды Мон-Роч-дель-Камп в других своих картинах.
Миро говорил, что создание картины заняло 9 месяцев напряжённой работы, по 7—8 часов каждый день, и отмечал, что 9 месяцев также и срок человеческой беременности. Он также писал, что хотел показать как горы, так и муравьёв, жаловался, что в Париже тяжело было передавать дух Каталонии. При этом один из торговцев произведениями искусства всерьёз предлагал разделить холст на 8 частей, чтобы его было легче продать.
Дом, принадлежащей семье Миро, Мас Миро, в 2006 году был объявлен культурным достоянием по национальным интересам. После долгих лет переписки между семьёй и различными общественными учреждениями было достигнуто соглашение по созданию в нём «живого музея».

## Критика
Несколько историков и искусствоведов высказали свое мнение об этом справочном труде. Жак Дюпен написал: «Миро выполнил работу с осмотрительностью и невероятной точностью, совершенными благодаря поэтическому и художественному опыту, который поднимет границы живописи и этой поистине сюрреалистической реальности».

## Выставки
| Год       | Выставка                                                                   | Место                                                                             | Город                         | Сноски               |
| --------- | -------------------------------------------------------------------------- | --------------------------------------------------------------------------------- | ----------------------------- | -------------------- |
| 1922      | Salon d'Automne                                                            | Большой дворец                                                                    | Париж                         | [ 10 ]               |
| 1923      | Exposició de pintures i dibuixos de Joan Miró i Francesc Domingo           | Au Cameleon                                                                       | Париж                         | [ 11 ]               |
| 1923      | Conference of A.Schoneber The evolution of the Catalan Poetry              | Au Cameleon                                                                       | Париж                         | [ 12 ]               |
| 1925      | Joan Miró                                                                  | Pierre Gallery                                                                    | Париж                         | [ 13 ]               |
| 1934      | A Century of Progress Exhibition of Painting and Sculpture                 | Институт искусств                                                                 | Чикаго                        | [ 14 ]               |
| 1935      | Joan Miro, 1933—1934: Painting, gouache, pastels                           | Pierre Matisse Gallery                                                            | Нью-Йорк                      | [ 15 ] [ 16 ] [ 17 ] |
| 1948      | Picasso, Miró, Gris. Teachers of Spanish painting of the twentieth century | Музей современного искусства Сан-Франциско and Художественный музей Портленда     | Сан-Франциско и Портленд      |                      |
| 1959      | Joan Miró                                                                  | MoMA and Загородный художественный музей Лос-Анджелеса                            | Нью-Йорк и Лос-Анджелес       | [ 18 ]               |
| 1960      | Permanent collection                                                       | MoMA                                                                              | Нью-Йорк                      | [ 19 ]               |
| 1964      | Joan Miró                                                                  | Галерея Тейт и Кунстхаус (Цюрих)                                                  | Лондон и Цюрих                | [ 20 ]               |
| 1978      | Aspects of Twentieth-Century Art                                           | Национальная галерея искусства                                                    | Вашингтон                     | [ 21 ]               |
| 1980      | Miró: Selected paintings                                                   | Музей Хиршхорна Сад скульптур в Вашингтоне и Художественная галерея Олбрайт-Кнокс | Вашингтон и Буффало           | [ 22 ]               |
| 1986-1987 | Joan Miró: A Retrospective                                                 | Кунстхаус (Цюрих); Кунстхолл Дюссельдорфа и Музей Соломона Гуггенхайма            | Дюссельдорф, Цюрих и Нью-Йорк | [ 23 ] [ 23 ]        |
| 1987-1988 | Five Centuries of Spanish Art: The Century of Picasso                      | Музей современного искусства (Париж) и Центр искусств королевы Софии,             | Париж и Мадрид                | [ 24 ]               |
| 1990      | Joan Miró: Estudi retrospectiu de l’obra de pintura                        | Фонд Майхт                                                                        | Сен-Поль-де-Ванс              | [ 25 ]               |
| 1993      | Joan Miró: 1893—1993                                                       | Фонд Жоана Миро и MoMA                                                            | Барселона и Нью-Йорк          | [ 26 ]               |
| 1998-1999 | Joan Miró                                                                  | Музей современного искусства & Луизиана                                           | Стокгольм & Хумблебёк         | [ 27 ]               |
| 2001      | Paris-Barcelona                                                            | Большой дворец i Музей Пикассо (Барселона)                                        | Париж и Барселона             | [ 28 ] [ 29 ]        |
| 2002      | Joan Miró. Snail, woman, flower, Star                                      | Stiftung Museum Kunst Palast                                                      | Дюссельдорф                   | [ 30 ]               |
| 2004      | Joan Miró 1917—1934: La Naissance du Monde                                 | Центр Помпиду                                                                     | Париж                         | [ 31 ] [ 32 ] [ 33 ] |
| 2006-2007 | Barcelona and Modernity: Gaudí to Dalí                                     | Кливлендский художественный музей и Метрополитен-музей                            | Кливленд и Нью-Йорк           | [ 34 ] [ 35 ]        |
| 2011      | Joan Miró. L’escala de l’evasió                                            | Галерея Тейт и Фонд Жоана Миро                                                    | Лондон и Барселона            | [ 36 ]               |